# Saint-Amarin
Saint-Amarin (Duits: Sankt Amarin) is een gemeente in het Franse departement Haut-Rhin in de regio Grand Est. De gemeente telde 2.184 inwoners op 1 januari 2022.

## Geschiedenis
De plaats was een bezit van de Abdij Murbach. Rond 1250 kreeg Saint-Amarin stadsrechten van de abt van Murbach. Maar de economische ontwikkeling van Saint-Amarin stokte door de concurrentie van Thann, een bezit van de graven van Ferrette. Beide plaatsen liggen in de vallei van de Thur, eertijds een belangrijke handelsroute tussen Bazel en Lotharingen.
Saint-Amarin was tot 2015 de hoofdplaats van het gelijknamige kanton in het gelijknamige arrondissement. Op 1 januari van dat jaar fuseerde het arrondissement met het arrondissement Guebwiller tot het arrondissement Thann-Guebwiller. Toen het kanton op 22 maart 2015 werd opgeheven werden de gemeenten ervan opgenomen in het kanton Cernay.

## Geografie
De oppervlakte van Saint-Amarin bedraagt 11,61 vierkante kilometer; Op 1 januari 2022 was de bevolkingsdichtheid 188,1 inwoners per km². De Thur stroomt door de gemeente.

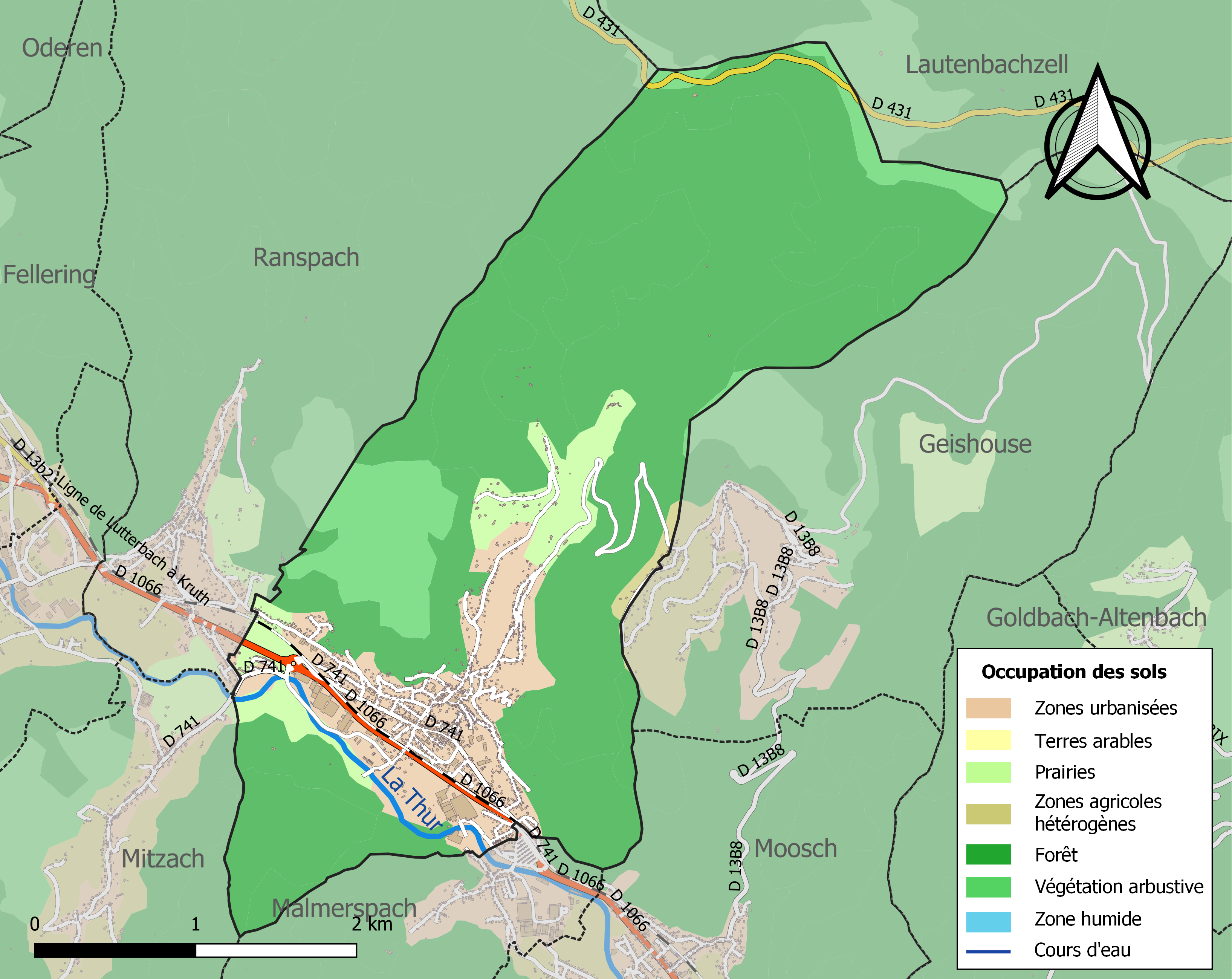
Kaart van de gemeente met de belangrijkste infrastructuur, bodemgebruik en omliggende gemeenten

## Demografie
Onderstaande figuur toont het verloop van het inwonertal.